# Chu Yung-kwang
Chu Yung-kwang (* 15. Juli 1931; † 28. September 1982 in Seoul) war ein südkoreanischer Fußballspieler.

## Karriere
Chu war Teil des Kaders der südkoreanischen Nationalmannschaft bei der Weltmeisterschaft 1954 und kam hier gegen Ungarn als auch die Türkei zum Einsatz. Zudem agierte er als Kapitän der Mannschaft bei diesem Turnier.
Er war nach seiner Karriere als Spieler ab 1969 Kommentator beim Fernsehsender MBC TV und trainierte auch als Cheftrainer mehrere Universitäts- und Schulmannschaft. Nach einem Spiel als Trainer an der Yonsei University wurde er aufgrund von Atembeschwerden in das Kyung Hee Medial Center in Seoul eingeliefert und verstarb dort kurz darauf. Als Todesursache wurde Überarbeitung angegeben.